# عصر الإباحية الذهبي
عصر الإباحية الذهبي أو بورنو شيك هو تعبير يشير إلى الفترة في تاريخ الفن الإباحي التجاري، وذلك بعد أن تم ذكر فيلم حلق عميق في برنامج جوني كارسون على التلفزيون عام 1972، وكان الفيلم قد حقق نجاحا كبيرا في شباك التذاكر على الرغم من كونه بدائيا وفقا للمعايير السائدة. ثم حققت أفلام أخرى النجاح على شباك التذاكر، وتلقت الاستحسان من قبل وسائل الإعلام الرئيسية. أصبح من الواضح أن عوائد شباك التذاكر للأفلام الإباحية ذات الميزانية المنخفضة للغاية يمكن أن تمهد الطريق لمزيد من التقدم في مجال إنتاج الاباحية، مما يجعلها منافسة قوية مع أفلام هوليوود. كان هناك قلق أن هذه الموجة قد تؤثر على هوليوود إن تركت دون قيود. في عام 1973 قامت المحكمة العليا في الولايات المتحدة بتسهيل مقاضاة الأفلام الإباحية بتهمة الفحش، مما حد من توزيع الأرباح وإمكانات هذه الأفلام بشكل كبير.
حلت أشرطة الفيديو في الثمانينات كبديل مفضل للأفلام الإباحية عوضا عن السينما، حيث أثبتت أنها أرخص في التكلفة. ونتيجة لذلك، تم إطلاق كلمة العصر الذهبي على الأفلام الإباحية التي أصدرت نحو المسرح والتي أنتجت بمعايير أعلى نسبيا.

## الخلفية
تم إنتاج الأفلام الإباحية منذ بداية عهد السينما وأطلق عليها اسم "Stag film" بهدف عرضها في اجتماعات الرجال أو في بيوت الدعارة. وقد قوبلت برفض اجتماعي شديد في الولايات المتحدة لدرجة أن الرجال فيها كانوا يخفون وجوههم أحيانا بأساليب عدة كالشوارب المزيفة أو الأقنعة. قلة قليلة من الناس عرفوا بانهم مثلوا في أفلام إباحية، وغالبا ما يفترض أن الممثلين كانوا من المومسات أو المجرمين، مثل عضو المافيا فينسنت دروتشي الذي مثل في فيلم إباحي عام 1924. ومن الأمثلة التي خالفت القاعدة هي راقصة البرليسك كاندي بار، التي ظهرت في الخمسينات في فيلم أليك الذكي، حيث حققت درجة من المشاهير من خلال مشاركاتها.
خلال أواخر الستينات في الولايات المتحدة، كان إنتاج الأفلام الإباحية شبه منتظم ويتم في الخفاء وعلى نطاق متواضع. وظهر فيها ممثلون مثل إريك ادواردز وجيمي جيليس وآخرون، التي كانت أفلاما صامتة بالأبيض والأسود وبجودة منخفضة وتعرض في محلات أفلام الراشدين حول تايمز سكوير. وتم توزيع الأفلام الاباحية المنتجة في نيويورك في كل البلاد من خلال عضو المافيا روبرت دي برناردينو. لم يكن فيلم حلق عميق أول فيلم إباحي يصدر نحو المسرح في الولايات المتحدة، لكن لم يحقق أي فيلم قبله الاهتمام الشعبي والإعلامي، كما غير نظرة المجتمع اتجاه الأفلام الإباحية.

## الفترة

### 1972: حلق عميق
بدأ العصر الذهبي في عام 1972 مع فيلم حلق عميق. وتم عرضه أول مرة رسميا في المسرح العالمي  في نيويورك يوم 12 يونيو وتم الإعلان عنه في صحيفة نيويورك تايمز. حقق الفيلم أرباحا كبيرة، إلا أن أحدافراد طاقم الفيلم قال أن الفيلم لم يحقق النجاح إلا بعد أن تكلم عنه جوني كارسون في برنامجه. حقق الفيلم المرتبة الثانية ضمن أنجح الأفلام الإباحية في فترة 1972 – 1973، خلف فيلم «الشيطان في السيدة جونز» و«خلف الباب الأخضر».

### 1973: الشيطان في السيدة جونز
احتل فيلم الشيطان في الآنسة جونز المرتبة السابعة في قائمة فارايتي لأعلى عشرة الأفلام ربحا لعام 1973، وذلك رغم عدم توفر آليات التسويق الواسعة لدي طاقم الفيلم وكذلك حظره في أماكن كثيرة من الولايات المتحدة لستة أشهر (حتى قضية ميلر ضد كاليفورنيا). رأى روجر ايبرت أن أرباح الأفلام الاباحية كانت مبالغ بها كوسيلة لغسيل أرباح الأنشطة غير المشروعة؛ وبذلك يتم الإعلان عنها ودفع الضرائب عليها. اعتبر التسجيل الصوتي والتصوير السينمائي والقصة في فيلم الشيطان في الآنسة جونز أفضل بكثير من أي فيلم اباحي سابق. أما بطلة الفيلم، جورجينا سبيلفين، التي شاركت في عرض برودواي الأول لمسرحية لعبة البيجاما، فقد جمعت الجنس مع التمثيل فرأى الجمهور أتن أداءها مقنع مثل الأفلام السائدة. ووفقا لمراجعة فارايتي للفيلم، فقد اقتربت من الاباحية لتصبح شكلا من اشكال الفن، وهو ما قد يصعب على النقاد تجاهله في المستقبل"، كما تمت مقارنة القصة بمسرحية لا مخرج للفيلسوف جان بول سارتر. وأنهى بالقول "عرض هذا الفيلم ذو الجودة التقنية العالية في سينما جنس عادية هو بمثابة رميه في كومة قمامة".

### بورنو شيك
في عام 1973 نشرت مقالة من خمس صفحات في مجلة نيويورك تايمز تصف ظاهرة الاباحية التي تتم مناقشتها علنا من قبل المشاهير، وتؤخذ على محمل الجد من قبل النقاد، وهو تطور وأشار إليه رالف بلومنتال من صحيفة نيويورك تايمز بأنه «إباحية أنيقة» أو «بورنو شيك». وأعرب البعض عن رأيهم القائل بأن الأفلام الإباحية ستواصل توسعها نحو المسارح الأمريكية، كما أن صناعة السينما السائدة ستنجذب نحو تأثير الاباحية.

### قضية ميلر ضد كاليفورنيا (1973)
أعادت قضية المحكمة العليا ميلر ضد كاليفورنيا لعام1973 تعريف الفحش من «أنه دون أي قيمة تعوضه اجتماعيا» إلى أن يفتقر إلى «القيمة الأدبية والفنية والسياسية أو العلمية». الأهم من ذلك انها أدخلت المعيار الذي لم يحمي الفحش داخل إطار التعديل الأول، وأعطت القضاة المحليين فسحة لمصادرة وتدمير طبعات الأفلام المحكوم عليها بانتهاك لمعايير المجتمع المحلي. وبهذا أضعف قرار المحكمة توزيع الأفلام الاباحية.
تمت ملاحقة الأفلام الشهيرة قانونيا مثل الشيطان في الآنسة جونز، وكذلك حلق عميق ووراء الباب الأخضر، وذلك خلال النصف الثاني من عام 1973؛ وأغلقت عدة من دور العرض الإباحية في أمريكا، وتم حظرها تماما في كثير من الأحيان. ولم تعد الأفلام الاباحية بارزة في التيار السائد حتى ظهور الإنترنت في التسعينات.

### ما بعد عام 1973
في أعقاب قرار المحكمة العليا والذي وضع عوائد شباك التذاكر الجماعية بعيدا عن متناول الأفلام الإباحية، لم تحافظ الأفلام على جودتها بميزانياتها المتواضعة نسبيا، الأمر الذي لم يحقق انتقال للجريمة المنظمة في هوليوود. إلا أن الأفلام الإباحية استمرت في السوق كتجارة مربحة، وازدهرت خلال ما تبقى من السبعينات، وأطلق لقب «نجوم» على ممثليها. على أن النبذ الذي واجهته الصناعة بشكل عام جعل الممثلين يستخدمون أسماء مستعارة. وكان ظهور الممثل في أفلام اباحية قد يضع حدا لعمله في السينما السائدة. إلا أن بعد الأفلام في تلك الفترة بدأت بدأت تنال إعجاب العامة مثل أليس في بلاد العجائب عام 1976، الذي حقق أكثر من 90 مليون دولار عالميا. كما يرى بعض مؤرخي الأفلام أن فيلم The Opening of Misty Beethoven اعتمد على أساليب متقنة في النص والمواقع كما في السينما السائدة بلوغ مستوى السائد في قصة ومجموعات، على الرغم من كان المبتدئ لاعب يؤدي الإناث فشلت بعناية.
بشكل عام، فقد حاكت الأفلام الاباحية بعد عام 1973 الأفلام السائدة صناعة وذلك لوضع إطار لتصوير النشاط الجنسي لتأمين حجة «الجدارة الفنية» ضد اتهامات الفحش. إلا أن صناعة الإباحية ظلت عالقة على مستوى «اليوم الواحد»، حيث أن أغلب المشاركين يتم توظيفهم ليوم واحد فقط. كما أن التكنولوجيا الثقيلة وقتها كانت تعني تصوير مشهد بسيط عدة مرات ما يستغرق ساعات بسبب الحاجة لوضع الكاميرا بوضعيات محددة لتصوير لقطة واحدة. كما أن التمثيل المتكرر طوال اليوم كان يمثل مشكلة بالنسبة للرجال دون المنشطات الجنسية. تركز الإنتاج في نيويورك حيث كان يعتقد بشكل كبير أن الجريمة المنظمة تسيطر على جميع جوانب الإنتاج وتمنع دخول المنافسين. ورغم أن ميزانياتها كانت عادة منخفضة جدا، فقد كانت تحوز على نوع من التقدير، وإن تم إنتاجها من قبل مجموعة أساسية تبلغ ثلاثين فردا، وبعضهم لديهم وظائف أخرى. وكان العديد منهم ممثلين مدربين على الحوار عند الحاجة. ومع ذلك، سخر بعض المشاركين من فكرة أن وصفهم بالممثبين. وبحلول الثمانينات ظهرات أشرطة الفيديو المنزلية وأنهت العصر الذهبي فلم يعد الناس يذهبون لدور السينما لمشاهدة الجنس.

## نقد الحركات النسوية
كان العصر الذهبي فترة من المواجهات بين المواد الإباحية والموجة النسوية الثانية. حيث قامت الحركات النسوية الراديكالية والثقافية، إلى جانب الحركات المسيحية والدينية والمحافظة بمهاجمة المواد الإباحية، في حين كانت نسويات أخريات يؤيدن الإباحية، مثل كاميل باليا، التي نشرت ما عرف باسم حركات الجنس الإيجابي، وذلك في عملها «شخصيات جنسية». تقبلت باليا وغيرها من النسويات أو مؤيدات الإباحية الحركة الاباحية كجزء من الثورة الجنسية ومواضيعها التحررية الجنسية، مثل استكشاف ثنائية الميول والتبادل، ودون تدخل حكومي. وكان دعم من الناقدات النسويات أساسيا لفترة «البورنو شيك» القصيرة.

## نجوم العصر الذهبي
اشتهر العديد من الممثلين في فترة العصر الذهبي ومنهم:
- رينيه بوند
- ليندا لوفليس
- مارلين تشامبرز
- اريك ادواردز
- أنيت هافن
- جورجينا سبيلفين
- جون هولمز
- جوني كيز
- آني سبرينكل
- كانديدا رويال
- جولييت أندرسون (المعروف باسم "العمة بيغ")
- هاري ريمز
- جون ليزلي
- جوي سيلفيرا
- جيمي جيليس
- رون جيريمي
- هيرشيل سافاج
- مارك ستيفنز
- بول توماس
- ديزيريه كوستو
- جينيفر ويلز
- غلوريا ليونارد
- روندا جو بيتي
- كاي باركر
- روبرت كيرمان (المعروف باسم  "آر بولا")
- سيكا
- بامبي وودز
- مايك هورنر
- سامانثا فوكس
- ليتل أورال آني
- ريك كاسيدي

وقد دخل عدد من نجوم العصر الذهبي في تقرير ريالتو،  مبادرة لجمع التاريخ الشفهي على الإنترنت لحفظ أسماء المشاركين في بدايات هذه الصناعة.

## نجوم الموجة الثانية
- جاك رانجلر
- بيلي دي
- ليزا دي ليو
- فيرونيكا هارت
- راندي ويست
- شانا ماكولو
- جيري بتلر
- توم بايرون
- بيتر نورث
- نينا هارتلي
- تريسي لوردز
- أمبر لين
- جينجر لين
- فانيسا ديل ريو

في زمن بروز الموجة الثانية، وكانت الأفلام تتجه بشكل مباشر نحو الإصدار النار على أشرطة الفيديو المنزلية. وتمكن نجوم الأفلام الإباحية من الشسيطرة على مسيرتهم المهنية بارتفاع شعبيتها. حيث جون هولمز في سلسلة أفلام خاصة به من إخراج بوب شين. وكانت ليزا دي ليو أول ممثلة إباحية توقع عقدا حصريا مع شركة إنتاج إباحية كبرى، وهي فيفيد فيديو، ومثلت مارلين تشامبرز في الأفلام السائدة، وكان من قلائل من تخطوا عالم الاباحية نحو السينما العامة.

## المنتجون
من المنتجين الرئيسيين خلال الموجة الأولى من العصر الذهبي ما يلي:
- الاخوة ميتشل (أرتي وجيم ميتشل)
- بيل أوسكو
- اليكس دي رينزي
- رادلي ميتزجر

مع صعود أشرطة الفيديو، برزت استوديوهات أخرى مثل في سي أيف بيكتشرز وشركة كاباييرو للفيديو المنزلي.

## أفلام من الفترة
بعض الأفلام الإباحية الأكثر شهرة من الفترة ما يلي:
- مونا الحورية العذراء (الولايات المتحدة، 1970)
- فتية في الرمل (مثلي، الولايات المتحدة، 1971)
- حلق عميق (الولايات المتحدة، 1972)
- خلف الباب الأخضر (الولايات المتحدة، 1972)
- الشيطان في الآنسة جونز (الولايات المتحدة، 1973)
- قيامة حواء (الولايات المتحدة، 1973)
- المشجعات (الولايات المتحدة، 1973)
- ذكريات ميس آغي (الولايات المتحدة، 1973)
- أوقات الظهيرة الخاصة بباميلا مان (الولايات المتحدة، 1974)
- فليش غوردون (الولايات المتحدة، 1974)
- الأحاسيس (هولندا، 1975)
- قصة جوانا (الولايات المتحدة، 1975)
- وسترن قذر (الولايات المتحدة، 1975)
- أليس في بلاد العجائب (الولايات المتحدة، 1976)
- عبر المرآة (الولايات المتحدة، 1976)
- افتتاحية ميستي بيتهوفن (الولايات المتحدة، 1976)
- شركة كانساس للشاحنات (مثلي، الولايات المتحدة، 1976)
- روح سيفنتي سيكس (الولايات المتحدة، 1976)
- داخل جينيفر ويلز (الولايات المتحدة، 1977)
- شركة إل باسو للهدم (مثلي، الولايات المتحدة، 1978)
- ديبي تعاشر دالاس (الولايات المتحدة، 1978)
- دراقات جميلة (الولايات المتحدة، 1978)
- ليلة في أدونيس (مثلي، الولايات المتحدة، 1978)
- جاك وجيل (الولايات المتحدة، 1979)
- داخل ديزيريه كوستو (الولايات المتحدة، 1979)
- كاليغولا (الولايات المتحدة، 1979)
- لوس انجليس تول أند داي (مثلي الجنس، الولايات المتحدة، 1979)
- تابو (الولايات المتحدة، 1980)
- توك ديرتي تو مي (الولايات المتحدة، 1980)
- الشره (الولايات المتحدة، 1980)
- أحلام ليلية (الولايات المتحدة، 1981)
- مقهى اللحم (الولايات المتحدة، 1982)
- الاكبر هو الأفضل (مثلي، الولايات المتحدة، 1984)
- شعب البكرة (الولايات المتحدة، 1984)

## بيبلوغرافيا
- Weitzer, Ronald John (2000). Sex for Sale: Prostitution, Pornography, and the Sex Industry. New York: روتليدج. ISBN 0-415-92294-1.
- McNeil, Legs  [لغات أخرى]‏, Jennifer Osborne, and Peter Pavia (2005). The Other Hollywood: The Uncensored Oral History of the Porn Film Industry. Regan Books. ISBN 0-06-009659-4.

## وصلات خارجية
- "That old feeling: when porno was chic", تايم (مجلة), March 29, 2005
- The Rialto Report: Audio, photo, and documentary archives from the golden age of adult film